# Meridiano 151 E
O meridiano 151 E é um meridiano que, partindo do Polo Norte, atravessa o Oceano Ártico, Ásia, Oceano Índico, Austrália, Oceano Antártico, Antártida e chega ao Polo Sul. Forma um círculo máximo com o Meridiano 29 W.
Começando no Polo Norte, o meridiano 151º Este tem os seguintes cruzamentos:
| País, território ou mar | Notas |
| ----------------------- | --- |
| Oceano Ártico           | |
| Mar Siberiano Oriental  | Passa a leste da Nova Sibéria, Rússia                                                                                              |
| Rússia                  | |
| Oceano Ártico           | Mar de Okhotsk - passa entre a ilha de Zavyalov e a península de Koni · Passa a leste de Brat Chirpoyev (ou Ilhas Chirpoy), Rússia |
| Oceano Pacífico         | |
| Papua-Nova Guiné        | Ilha Nova Irlanda |
| Mar de Bismarck         | |
| Papua-Nova Guiné        | Ilha Dyaul |
| Oceano Pacífico         | Mar de Bismarck |
| Papua-Nova Guiné        | Ilha da Nova Bretanha |
| Oceano Pacífico         | Mar das Salomão |
| Papua-Nova Guiné        | Ilhas Kiriwina, Sanaroa, Normanby, Nuakata e Basilaki                                                                              |
| Oceano Pacífico         | Mar de Coral - passa nas Ilhas do Mar de Coral, Austrália                                                                          |
| Papua-Nova Guiné        | Ilha da Nova Guiné |
| Oceano Pacífico         | Mar de Coral |
| Austrália               | Queensland - Parque Nacional da Ilha Curtis e continente Nova Gales do Sul - passa a oeste de Sydney                               |
| Oceano Pacífico         | |
| Oceano Antártico        | |
| Antártida               | Território Antártico Australiano, reclamado pela Austrália                                                                         |